# Владимир (Шлапак)
Архиепи́скоп Влади́мир (укр. Архієпископ Володимир в миру Василий Владимирович Шлапак, укр. Василь Володимирович Шлапак; род. 3 августа 1979, Черняхов, Житомирская область) — архиерей Православной церкви Украины, архиепископ Житомирский и Полесский (с 2019).
Ранее — епископ Украинской автокефальной православной церкви, архиепископ Житомирский и Полесский (2009—2015).

## Биография
Родился 3 августа 1979 года в посёлке городского типа Черняхове Житомирской области в семье служащих.
После окончания средней школы в Черняхове, в 1996 году поступил на пастырско-богословские курсы при Житомирском епархиальном управлении.
28 ноября 1996 года был рукоположен в сан диакона. 29 декабря 1996 года епископом Житомирским Изяславом (Каргой) был рукоположен в сан пресвитера в состоянии целибата. За время священнического служения был удостоен ряда наград, состоял благочинным Черняховского округа и временно исполняющим обязанности благочинного Радомышльского благочиния.
С 1997 по 2001 год обучался в Киевской духовной семинарии Киевского Патраирхата.
С 2001 по 2006 год обучался на факультете религоведения и философии Черновицкого национального университета имени Юрия Федьковича.
В 2007 году окончил магистерский курс в Львовской православной духовной академии и продолжил обучение в аспирантуре. В 2009 году получил степень кандидата богословия.
В 2008 году, в связи с несогласием со стилем управления Житомирской епархией архиепископом Изяславом (Карга), покинул юрисдикцию Киевского патриархата и обратился к предстоятелю УАПЦ митрополиту Мефодию (Кудрякову) с просьбой принять его в клир Житомирской епархии УАПЦ.
10 февраля 2009 года митрополитом Мефодием (Кудряковым) был пострижен в монашество и возведён в достоинство игумена, а ко дню Святой Пасхи возведён в достоинство архимандрита с назначением администратором УАПЦ на Житомирщине.
20 июня 2009 года решением Архиерейского собора УАПЦ был избран для рукоположения в сан епископа Житомирского и Полесского, а 21 июня в церкви Рождества Христова в Тернополе состоялась его архиерейская хиротония.
25 мая 2011 года постановлением Архиерейского собора и указом митрополита Мефодия был назначен на должность главы финансового отдела УАПЦ и в том же году возведён в сан архиепископа.
С 2012 по 2014 год был шеф-редактором официального сайта УАПЦ.
28 июля 2013 года, в день 1025-летия Крещения Киевской Руси, указом митрополита Мефодия был награждён орденом князя Владимира Великого.
С 2014 года преподавал предмет христианская этика в Черняховской гимназии и являлся помощником народного депутата Украины П. В. Дзюблика.
В 2015 году в Пряшовском университете защитил диссертацию с присвоением степени доктора теологии (ThDr).
12 мая 2015 года присоединился к Украинской православной церкви Киевского патриархата, где был назначен настоятелем приходов святой равноапостольной Марии Магдалины в г. Житомир и Почаевской иконы Божьей Матери пгт Черняхов с личным титулом архиепископа. Но уже 27 июля 2015 года он возвратился в УАПЦ, где решением Архиерейского собора УАПЦ и указом митрополита Мефодия назначен управляющим новообразованной Житомирской кафедрой.
23 июня 2017 года постановлением Архиерейского собора назначен председателем финансово-хозяйственной комиссии УАПЦ.
15 декабря 2018 года вместе с другими архиереями УАПЦ принял участие в Объединительном соборе в храме Святой Софии в Киеве. 27 июля 2019 года, решением Синода ПЦУ, возглавил ликвидационную комиссию юридического лица религиозной организации «Патриархия УАПЦ».
14 сентября 2019 года, находясь в Греции по приглашению митрополита Ланкадаского, Литского и Рединского Иоанна (Тассьяса), на богослужении по случаю храмового праздника в селе Осса, вблизи Салоник, сослужил иерархам Элладской и Константинопольской православных церквей, а также иерарху Александриского патриархата епископу Мозамбикскому Хризостому (Карангунису).